# Герб Карвинівки
Герб Карви́нівки — офіційний символ села Карвинівка Житомирського району Житомирської області, затверджений 1 червня 2011 року рішенням Карвинівської сільської ради.

## Опис
Щит поділено вилоподібно, на верхньому червоному полі золота голова крука, який тримає у дзьобі перстень, на правому синьому полі золота мурована піч із полум'ям та горном, з якого цівкою зливається у чашу розплавлений метал; на лівому зеленому полі сплетені дві золоті квітки хмелю з листям, під яким полуничний кущ з трьома золотими ягодами та цвітом. Щит обрамований декоративним картушем i увінчаний золотою сільською короною.

## Значення символів
Стилізована мурована кам'яна піч із горном символізує виплавку металу з місцевої залізної руди, яку добували у болотних копальнях. Зображення голови крука з перснем у дзьобі — елемент родового гербу місцевих землевласників братів Корвін-Піотровських, поляків за походженням. Саме від прізвища Корвін село отримало 1818 року сучасну назву Карвинівка. Доречно згадати, що, предками Корвін-Піотровські вважають угорських королів, представником яких є Матяш I Гуняді (1443 р.), які мали давній герб із зображенням крука. Як стверджують перекази, Матяш I в одному із своїх походів вбив крука, який хотів поцупити у нього знятий із пальця перстень. На ознаменування цієї події король взяв собі на перстень зображення крука. Після цього король отримав прізвисько Матяш I Корвін (від лат. Corvus — крук). Сплетені квітки хмелю з листям символізують промислове хмелярство, що розвивалося від 1950-х років на плантаціях потужного колгоспу. Кущ полуниці символізує культуру, вирощуванням та переробкою якої славилось місцеве харчове підприємство.
Автори — Л. Козаченко, І. Д. Янушкевич.